# Франка Ідоко
Франка Ідоко  (англ. Franca Idoko, 15 червня 1985) — нігерійська легкоатлетка, олімпійська медалістка.

## Виступи на Олімпіадах
| Олімпіада  | Дисципліна              | Місце     |
| ---------- | ----------------------- | --------- |
| Пекін 2008 | біг на 100 метрів       | 8 h4 r2/4 |
| Пекін 2008 | естафета 4 x 100 метрів | 3         |